# Break It Off
„Break It Off“ je píseň, kterou napsali barbadoská reggae/popová zpěvačka Rihanna a hvězda reggae Sean Paul. Píseň je čtvrtým a zároveň posledním singlem z Rihanniny desky A Girl Like Me. S písní Rihanna se Seanem vystoupili na Nový rok na newyorském náměstí Times Square v televizním pořadu Dick Clark's New Year's Rockin' Eve. Rihanna předtím uvedla, že je na píseň velmi pyšná.
„Break It Off“ se také nachází na kompliaci Now That's What I Call Music! 24. Pro Rihannu to byl čtvrtý singl v americké top10, pro Seana sedmý.

## Videoklip
„Break It Off“ je jedná z mála písní za několik posledních let, která se dostala do americké top10, aniž by k ní byl natočen videoklip.
Očekávalo se, že video vyjde někdy v prosinci 2006. Avšak společnosti Def Jam a Atlantic Records prohlásily, že video se točit nebude.

## Hitparády
„Break It Off“ bylo dostupné ke stažení od 19. února 2007 a dostalo se na druhou příčku. V hitparádě Hot Digital Songs debutovalo na osmé příčce a prodalo se ho 75,316 kusů. To zajistilo posun v žebříčku Billboard Hot 100 z 52. místa na místo 10. Brzy se také dostalo na 9. příčku. Počet stažení této písně se nyní pohybuje okolo 252,265.
V Latinské Americe se píseň umístila pouze v peruánském žebříčku a to na 92. místě
Ve světové hitparádě singlů se píseň dostala na 21. místo a zůstal na něm čtyři týdny.
| Hitparáda (2007) | Umístění |
| ---------------- | -------- |
| USA              | 9        |
| Kanada           | 29       |
| Chorvatsko       | 56       |
| Peru             | 92       |
| Polsko           | 14       |
| Portugalsko      | 8        |
| Izrael           | 1        |
| Rusko            | 25       |
| Kanada           | 19       |
| Svět             | 21       |
| Evropa           | 160      |